# カール・ヘルマン・フランク
カール・ヘルマン・フランク（ドイツ語: Karl Hermann Frank、1898年1月24日‐1946年5月22日）は、チェコスロバキア及びドイツ国の政治家。国家社会主義ドイツ労働者党政権下でベーメン・メーレン保護領親衛隊及び警察高級指導者やベーメン・メーレン保護領担当国務相を務め、チェコの統治にあたった。
親衛隊員であり、最終階級は親衛隊大将（SS-Obergruppenführer）、武装親衛隊大将（General der Waffen-SS）及び警察大将（General der Polizei）。ポーランド総督ハンス・フランクとは血縁関係はない。

## 経歴

### オーストリア時代
オーストリア・ハンガリー帝国のカールスバートにドイツ系の小学校教師ハインリヒ・フランク（Heinrich Frank）の子として生まれた。母はパウリーナ（Paulina）（旧姓エーベルハルト（Ebelhart））。弟に作家のエルンスト・フランクがいる。父の教育のためにチェコ系住民とユダヤ系住民を激しく憎むようになったという。
1903年から1916年までカールスバートの小学校と人文ギムナジウムに通っていた。この間の1912年にカールスバートのドイツ人青年運動組織「ワンダーフォーゲル（Wandervogel）」の共同創設者となり、1916年までそのリーダーを務め、カールスバートのユースホステルの建設や奉仕活動に励んだ。また1914年から1915年にかけてエガーラント（Egerland）での農業奉仕活動の運動のリーダーも務めている。
第一次世界大戦中の1916年にオーストリア陸軍の歩兵連隊に入隊したが、右目が盲目であるため隊を追われた。その後も四回入隊を試みたが、いずれも入隊を拒否されている。結局1916年から1918年まで準軍事組織「青年防衛隊（Jungsschutz）」に入隊した。また1916年から1918年までプラハ・ドイツ大学に在学して法律を学んでいる。ただし学位は取得していない。1917年から1918年にかけてプラハのビジネス大学のコースもとっていた。

### チェコスロバキア時代
第一次世界大戦後、故郷カールスバートはチェコスロバキアの一部としてオーストリアから独立した。フランクは、1918年から1921年までWitkowitzで公務員として働いた後、本屋で働き、1932年からは独立してカールスバートで本屋を経営するようになった。
様々なドイツ系右翼団体に所属して政治活動を行った。1919年にドイツ国民社会主義労働者党へ入党し、1923年まで党員だった。1933年10月1日にはコンラート・ヘンラインのズデーテン・ドイツ郷土戦線（Sudetendeutsche Heimatfront、略称SdH）の立ち上げに参加。カールスバートでSdHの準軍事組織の創設にあたった。1935年4月19日にズデーテン・ドイツ郷土戦線がズデーテン・ドイツ人党（Sudetendeutsche Partei、略称SdP）となり、フランクは初期メンバーとして入党（党員番号18）。同党の宣伝・プロパガンダ部門の部長となった。1935年5月19日に行われたチェコスロヴァキア議会議員の選挙ではカールスバートの選挙区からSdPの候補として出馬し当選を果たす。1935年12月にはSdP党首代理（党首はコンラート・ヘンライン）、党中央政治局局長に就任。当初ズデーテンのチェコスロヴァキア残留の立場にあった党首ヘンラインに対してズデーテンラントのドイツ編入の立場に変更させた。

### ナチス政権下
1938年10月にズデーテン地方がドイツに割譲されるとヒトラーからズデーテンの国家弁務官や大管区指導者に任じられたコンラート・ヘンラインの代理に任じられた。11月1日にはSdPから国家社会主義ドイツ労働者党（ナチ党）へ移籍し（党員番号6,600,002）、同日、ハインリヒ・ヒムラーに招かれて親衛隊（SS）に入隊し（隊員番号310,466）、親衛隊少将の階級が与えられた。1938年12月4日にはズデーテン選出のドイツ国会議員となった。

#### ベーメン・メーレン保護領総督付次官

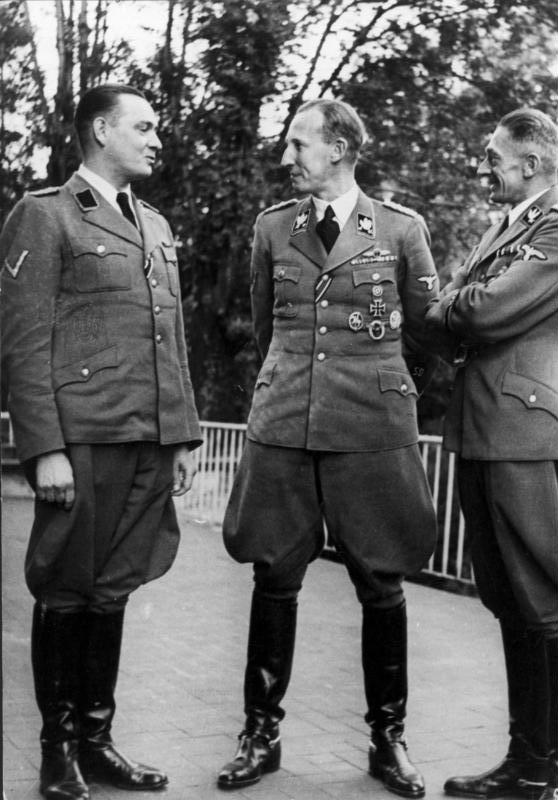
左からホルスト・ベーメ、ラインハルト・ハイドリヒ、フランク。1941年プラハ城で。

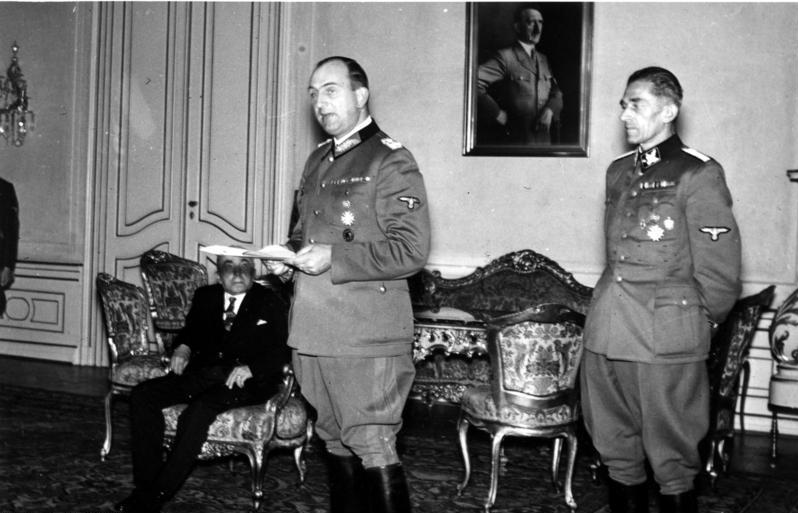
1942年9月、クルト・ダリューゲとフランク。

1939年4月28日にドイツに併合されたチェコ（ベーメン・メーレン保護領）の親衛隊及び警察高級指導者となり、30日に保護領総督付次官に任じられ、ユダヤ人や反体制分子の迫害にあたった。同地の総督ははじめコンスタンティン・フォン・ノイラート男爵であり、フランクは4月に代理となっている。
だが、ノイラートはチェコ人に宥和的にすぎ、フランクはチェコ人から憎悪の対象となっていたため、1941年9月にラインハルト・ハイドリヒが副総督に任命され、同地の実権も彼に移された。フランクはハイドリヒのポジションを狙っていたため、はじめは彼と対立することがあったが、すぐにすり寄るようになり、副官として常にハイドリヒの傍らに控えるようになった。
そんななかの1942年5月27日、ハイドリヒが在英チェコ亡命政府の暗殺部隊に襲撃され、病院へ搬送される事件があった（エンスラポイド作戦）。フランクは副総督職を臨時に代行し、ただちにチェコ全土に戒厳令を敷き、ハイドリヒが死亡するまでだけでもチェコ人157人が銃殺されている。ハイドリヒが死ぬと再度この地の実権を狙ったが、ヒトラーとヒムラーは、後任として秩序警察長官クルト・ダリューゲを選んだ。新副総督のダリューゲとフランクは、総統命令に基づき、大々的な報復を開始する。9月1日までに3188人のチェコ人が拘束され、うち1357人が即決裁判の末に処刑された。特にリディツェは徹底的に破壊され、村民はほぼ皆殺しとなった。

#### ベーメン・メーレン保護領担当国務相
1943年8月、既に実権を奪われていた保護領総督ノイラートは正式に罷免され、同時に、病を得ていたダリューゲも副総督を含む全官位を辞した。新総督としては前内務大臣のヴィルヘルム・フリックが就任したものの、これは前内相という彼の地位から見ると事実上の左遷であり、彼も保護領の実権を握ることはなかった。同年8月20日、フランクはヒトラー内閣に新設されたベーメン・メーレン保護領担当国務相（大臣待遇）
に就任し、同保護領の実権をほぼ一人で掌握するにいたった。10月28日に保護領のドイツ赤十字指導者となる。1944年2月25日より、ズデーテンラントの親衛隊及び警察高級指導者となる。
大戦末期におこったプラハ暴動の際にも、フランクは残虐な鎮圧を行い、ラジオでは「暴動を起こした者は血の海のなかでおぼれ死ぬこととなる」などと述べている。さらにそのあと連合軍が本格的に接近してきたのを知った人々が、それを歓迎しようと続々と通りに出てくるとフランクはドイツ軍と警察の部隊に発砲を命じ、多くのチェコ人を殺傷した。

### 処刑
フランクは1945年5月9日にプルゼニでアメリカ陸軍に投降したが、その身柄はチェコスロヴァキアへ引き渡され、プラハの人民法廷にかけられることとなった。法廷はフランクに死刑を宣告し、パンクラーツ刑務所の中庭において絞首刑に処された。彼の死にざまを一目見ようと刑務所の中庭には5000人もの見物人が集まったという。その模様は映像に残されている。
最期の言葉は「ドイツ国民万歳！ドイツ魂万歳！（Es lebe das deutsche Volk! Es lebe der deutsche Geist!）」であった。

## 人物
- ニュルンベルク裁判中のインタビューの中でヴィルヘルム・フリックはフランクについて「彼にはいいところもある。たとえばラインハルト・ハイドリヒが殺された後、ヒトラーは報復として5万人のチェコ人を殺すよう命じたのだが、フランクはチェコ人にも家族がいると言って規模を縮小するよう遠まわしに進言したのだ」と証言している[5]。

- 信仰はもともとカトリックだったが、親衛隊の方針に従って1942年に教会を離れた[6]。

## 家族
フランクは生涯に二度、結婚をしている。1925年1月21日にアンナ・ミュラー（Anna Müller）と結婚。アンナとの間に二人の息子をもうけているが1940年2月17日に離婚している。アンナは後にズデーテンラント帝国大管区指導者代理であるフリッツ・ケルナーと再婚している。1940年4月14日にズデーテン・ドイツ人党員であったカローラ・ブラシェク（Karola Blaschek）と再婚。カローラとの間に一人の息子と二人の娘をもうけた。

## キャリア

### 階級
出典
- 1938年11月1日、親衛隊二等兵
- 1939年1月30日、親衛隊少将
- 1939年3月18日、次官
- 1940年1月24日、親衛隊中将
- 1942年7月1日、警察中将
- 1943年6月21日、親衛隊大将
- 1944年6月20日、武装親衛隊及び警察大将

### 受章
出典
- 戦功十字章
  - 剣付二級章（1942年叙勲）
  - 剣付一級章（1942年叙勲）
  - 剣付き騎士章（1945年5月1日叙勲）
- 1938年10月1日記念メダル
  - 略章「プラハ城」
- 1938年3月13日記念メダル
- 金枠党員章（1939年1月30日）
- 金枠ヒトラー・ユーゲント名誉章
- 勤続章（ドイツ語版）
  - ナチ党勤続章
    - 銅章
    - 銀章
- 親衛隊名誉リング
- 親衛隊全国指導者名誉長剣（1939年1月13日叙勲）
- イタリア王冠勲章（イタリア語版）
  - 大将校章（1941年2月12日叙勲）